# Філіп Дін Гінгеріч
Філіп Дін Гінгеріч (англ. Philip Dean Gingerich; народився 23 березня 1946) — американський палеонтолог і педагог. Почесний професор геології, біології та антропології Мічиганського університету в Анн-Арборі. З 1981 по 2010 роки він керував Музеєм палеонтології Мічиганського університету (UMMP). Його наукові дослідження зосереджені на палеонтології хребетних, особливо на переході від палеоцену до еоцену та ранніх кайнозойських ссавців. Його основні дослідження зосереджені на походженні сучасних рядів ссавців, і він є провідним фахівцем з еволюції приматів і китів. Гінгеріч був серед експертів, які аналізували скелет Darwinius masillae.

## Біографія
Гінгеріх виріс у родині менонітів-амішів у східній Айові, де його дід був фермером і проповідником. Проте Гінгеріх не відчував протиріччя між релігією та наукою.
Гінгеріх отримав ступінь бакалавра Принстонського університету в 1968 році, ступінь магістра філології з Єльського університету в 1972 році та ступінь доктора філософії., також з Єльського університету, у 1974 році. Усі його університетські ступені були в галузі геології.
Гінгеріх був нагороджений премією Генрі Рассела від Мічиганського університету в 1980 році, премією Shadle Fellowship від Американського товариства мамологів у 1973 році та премією Чарльза Шухерта від Палеонтологічного товариства у 1981 році. Він був обраний до Американської академії мистецтв і наук у 2001 році та до Американського філософського товариства у 2010 році та був президентом Палеонтологічного товариства у 2010—2012 роках. У 2012 році Товариство палеонтології хребетних нагородило його медаллю Ромера-Сімпсона.

## Теми дослідження
- Темпи еволюції.[11][12]
- Палеоцен-еоценовий термальний максимум.[12][13][14]
- Походження та рання еволюція китів (Cetacea).[15][16][17]
- Походження та рання еволюція приматів.[18][19]